# 브라이언 윌슨 (야구 선수)
브라이언 패트릭 윌슨(Brian Patrick Wilson , 1982년 3월 16일 ~ )은 미국의 프로 야구 선수로 메이저 리그의 구원 투수이다.
2014년 12월 17일 다저스에서 지명할당 되었다.

## 공식 홈페이지
- (영어) 경력 통계와 선수 정보 - MLB, or ESPN, or Baseball Reference, or Fangraphs, or Baseball Reference (Minors)Baseball-Reference (Minors)
- 브라이언 윌슨  - 공식 웹사이트